# Duchesse d'Angoulême (rose)
Pour les articles homonymes, voir Duchesse d'Angoulême.
ʽDuchesse d'Angoulême’ est un cultivar de rosier ancien introduit par le rosiériste français Jean-Pierre Vibert en 1821,. Il s'agit d'un croisement entre Rosa gallica × Rosa alba. Il doit son nom à la fille aînée de Louis XVI et de Marie-Antoinette, Madame Royale, devenue duchesse d'Angoulême (1778-1851).

## Description
Ce rosier présente des roses opulentes et très parfumées à l'aspect bouillonné, aux pétales d'un rose très pâle presque opalescent, et blancs à la périphérie. Elles sont pleines et grandes (26-40 pétales), de 9 cm de diamètre, et fleurissent en bouquets à la fin du printemps et au début de l'été. À l'automne, elles laissent place à des fruits orangés piriformes.
Son buisson peu érigé s'élève de 120 cm à 150 cm pour une largeur de 90 cm. Il a peu d'aiguillons. Son feuillage bien fourni est vert clair aux folioles pointues.
Sa zone de rusticité est de 4b à 8b ; il résiste donc parfaitement aux hivers très rigoureux. Il a besoin d'être taillé avant le printemps.
Ce rosier est toujours fort prisé des amateurs de roses anciennes dans de nombreux pays du monde.

## Distinctions
- Prix du mérite de la Royal Horticultural Society[8]